# Martin Docherty-Hughes
Pour les articles homonymes, voir Docherty et Hughes.
Martin John Docherty-Hughes (né le 21 janvier 1971) est un homme politique du Parti national écossais. Il est député pour West Dunbartonshire de 2015 à 2024,.

## Biographie
Docherty-Hughes est élevé par ses parents à Clydebank et commence à travailler à partir de 16 ans. Il étudie au Glasgow College of Food Technology, aujourd'hui City of Glasgow College, où il obtient un HND en administration des affaires en 1997. Il obtient ensuite un diplôme en science politique de l'Université de l'Essex et une maîtrise à la Glasgow School of Art. Après avoir terminé ses études, il retourne à Clydebank et travaille pendant une décennie pour le West Dunbartonshire Community and Volunteering Services (WDCVS).
Il rejoint le Scottish National Party en 1991 et est élu l'année suivante comme conseiller du district de Clydebank en mai 1992, à l'âge de 21 ans et siège jusqu'au 31 mars 1996. Il est élu le 3 mai 2012 au 3e siège du quartier Anderston / City du Glasgow City Council. Il recueille 1 057 voix et 19,9% des suffrages, devenant Bailie jusqu'au 14 mai 2015.
En février 2015, il est sélectionné comme candidat du SNP dans la circonscription de West Dunbartonshire aux élections générales de 2015 au Royaume-Uni. Il bat la députée Gemma Doyle. À la suite de son élection au Parlement, il démissionne de son poste au conseil municipal de Glasgow.
Il change son nom de Docherty en Docherty-Hughes après son mariage en janvier 2016.